# Alexa Thiesmeyer
Alexa Thiesmeyer (* 1949) ist eine deutsche Schriftstellerin.

## Leben
Thiesmeyer wurde am Bodensee geboren und wuchs in Bonn auf. Sie studierte in Bonn Jura. Nach ihrer Ausbildung war sie als Journalistin und Dozentin tätig. Seit 1986 ist sie in der Laientheaterszene tätig. Seit 1987 hat sie zahlreiche Krimikomödien und Bühnentexte veröffentlicht. Ihre Werke werden im gesamten deutschen Sprachraum aufgeführt. Kurzkrimis veröffentlicht sie seit 2003 in verschiedenen Anthologien, Kriminalromane seit 2010. Handlungsort der Krimis ist Bonn und Umgebung.
Alexa Thiesmeyer ist Mitglied bei den Mörderischen Schwestern und im Syndikat (Vereinigung deutschsprachiger Kriminalschriftsteller).

## Werke
- Bonner Verrat. Gmeiner-Verlag, Meßkirch 2019, ISBN 978-3-8392-2531-8.
- Brandmord. Edition Lempertz, Königswinter 2018, ISBN 978-3-96058-205-2.
- Venusberg. CMZ, Rheinbach 2017, ISBN 978-3-87062-252-7.
- Sonnenblumen zum Selberschneiden. CMZ, Rheinbach 2016, ISBN 978-3-87062-179-7 (Vollständig überarbeitete Neuausgabe).
- Adenauerallee. Emons, Köln 2015, ISBN 978-3-95451-559-2.
- Melbtal. Emons, Köln 2014, ISBN 978-3-95451-307-9.
- Kottenforst. Emons, Köln 2013, ISBN 978-3-95451-119-8.
- Sonnenblumen zum Selbstschneiden. Essencia, Bammental 2010, ISBN 978-3-86879-008-5.

## Beiträge in Anthologien (Auswahl)
- Die Stiftung. In: Monika Buttler, Sabine Reins (Hrsg.): Mondäne Morde zwischen Monza und Monaco. secolo Verlag, Osnabrück 2012, ISBN 978-3-943213-04-1.
- Entspannung. In: Sibylle Zimmermann (Hrsg.): Riesling-Leichen. Wellhöfer,  Mannheim 2011, ISBN 978-3-939540-79-3.
- Es ist was faul im Dünnen-Paddock. In: Manu Wirtz (Hrsg.): Krimis mit Fell und Schnauze. Books on Demand, Norderstedt 2011, ISBN 978-3-8423-7050-0.
- Herzenswünsche. In: Anja Marschall (Hrsg.): Nord Mord West. Deich-Verlag, Wewelsfleth 2011, ISBN 978-3-942074-04-9.